# Arquènteron

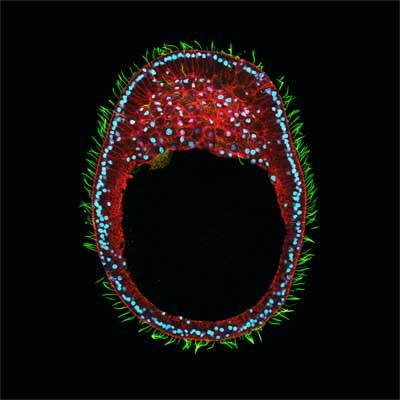
Una micrografia d'un embrió de Cnidari fixat durant la gastrulació. S'aprecia la cavitat de l'arquènteron al centre.

L'arquènteron és una estructura embrionària dels metazous que es forma en el procés de gastrulació. És conegut també com a intestí primitiu donat que desenvolupa aquesta funció en els animals menys evolucionats, i és el precursor de l'intestí i les seves glàndules en la resta d'animals.

## Etimologia
El mot prové de la paraula grega Archenteron (Arch: antic, Enteron: intestí)